# Rannie Tjin A Djie
Ranny Tjin A Djie, is een Surinaams tafeltennisser en tennisser.

## Biografie
Rannie Tjin A Djie is een zoon van Herman Tjin A Djie.  Hij kwam in de jaren 1950 op als tafeltennisser en tennisser. In juni 1957 speelde hij mee tijdens de kampioenschappen tafeltennis en behaalde samen met R. van Bochove de eerste plaats in het herendubbel. Individueel bleef hij buiten de prijzen. In 1960 nam hij deel aan het kampioenschap tennis. Hier werd hij in het enkelspel landskampioen.
In 1963 reisde hij met een gezelschap naar de Nederlandse Antillen waar getennist werd om de wisseltrofee van de Pan American Airways. In het gemengd dubbel wist hij hier met Marijke Kaboord de wedstrijd tegen Hofland/Flores te winnen met 6-4 en 6-4. Het jaar erop verloor hij met Kenneth de Koning in het herendubbel tijdens het bezoek van de Antillen aan Suriname. In 1967 speelde hij opnieuw voor deze wedstrijden in de Antillen.